# أنطونيو ميخائلوف
أنطونيو ميخائلوف (بالبلغارية: Антонио Михайлов)‏ هو لاعب كرة قدم بلغاري في مركز الوسط، ولد في 9 يونيو 1991 في بلغاريا. لعب مع او في سي سليفن 2000.